# Хомогенизација угља
Хомогенизација угља се односи на процес мешања угља да се смањи варијација квалитета добијеног производа. Процес хомогенизације се врши током операције складиштења угља. Иако се термини мешање и хомогенизација често користе као синоними, постоје разлике у њиховом дефинисању. Најзначајнији разлика је у томе што се термин мешања односи на слагање угља из различитих извора на једном мјесту. Хомогенизацијом угља могу се постићи значајни еколошки ефекти јер ће се уједначити и количина чврстог отпада па ће се оптималним коришћењем опреме за скупљање и отпрему опреме на депоновање побољшати и стање животне средине.

## Дефиниције

### Мешање
Мешање је механичка или хидромеханичка операција, у којој се од две или више материје формира хомогена смеша. Мешање се дефинише као случајно преуређивање честица путем механичке енергије, нпр. фиксним ротационим уређајима. Трагови појединачних компоненти и даље се у малим количинама могу наћи у мешавини два или више врста материјала.

### Хомогенизација
Хомогенизација се дефинише као системско прегруписавање протока улазног материјала у циљу добијања материјала једне врсте на излазу. Као подесно решење за боље коришћење расположивих природних ресурса и повољнију еколошку ситуацију јавља се процес хомогенизације угљева.

## Хомогенизација угљева пре сагоревања
Због редовне појаве да се код лежишта лигнита у угљеној серији налази велики број прослојака јаловине (често мале моћности и различитог положаја) с једне стране, и крупних машина континуираног дејства за масовну производњу (углавном роторних багера са великим пречницима радног точка) са друге стране, домети селективног рада су често ограничени, па хомогенизација угља тј. мешање угља бољег и лошијег квалитета у циљу добијања задовољавајућег излазног квалитета представља најчешће и једину могућност за усаглашавање интереса копова и термоелектрана. Коришћење ровног угља квалитета испод договореног могуће је и ако се уведе систем чишћења. Међутим, проблем је у количинама које треба прерадити (очистити) и у проблемима са загађеном водом које остаје као нуспроизвод процеса чишћења. Употреба сувих метода чишћења није подесна због великих капацитета угља и малих јединичних капацитета машина које се могу користити. Уз то, ниска ефикасност практично елимише суве методе чишћења лигнита пре ложења у термоелектранама. Као подесно решење за боље коришћење расположивих природних ресурса и повољнију еколошку ситуацију јавља се процес хомогенизације угљева.

### Апликације
У свету, индустрија користи расути материјал, попут угља, као извор енергије или као сировину за производне процесе. Потребна су средства за привремено складиштење (на пример залихе) да би се прекинула (прекинута) испорука сировина из (континуираног) процеса производње. До великих флуктуација својстава материјала може доћи због географског порекла сировина. То значи да се процеси који користе ове сировине морају да се носе са тим флуктуацијама како би се произвели производи сталног квалитета. Нивоима се може изборити на два начина:
- Прилагођавање процеса тако да може поднијети флуктуације квалитета сировине;
- Прилагођавање сировине захтевима процеса надоградње

Надоградња је дефинисана као постизање константнијег квалитета током протока материјала, при чему на средњи квалитет не може утицати, али фреквенција и амплитуда колебања око средње вредности могу.
Хомогенизацијом у металургији се тежи надограђивању сировине до уједначеног састава производа који се хомогенизује, док је код хомогенизације угља примарни циљ смањење одступања квалитета испорученог производа (у поређењу са варијацијом у квалитету различитих извора снабдевања). То је неопходно да би се осигурао доследан (или хомоген) квалитет, као и стална калоријска вредност угља.
Хомогенизација се може користити у рудницима угља како би се добио бољи укупни квалитет производа из залиха. На тај начин он може бити саставни део система управљања квалитетом у рудницима угља. Приликом прераде угља од више добављача попут електрана и термоелектрана, хомогенизација угља може послужити као стратегија за обраду угља како би се постигао најбољи прихватљиви квалитет. Хомогенизација угља може се примењивати кад год је потребан стални квалитет и испоручити или минирати више извора различитих квалитета.

### Методе
Обично велики број танких слојева баца држач на складиште. Слагање слојева један на други осигурава да се одступање у квалитету улаза смањи након поновног повлачења угља у вертикални пресек. Након што се угаљ наслага у водоравне слојеве, он се поново подиже у вертикалне кришке. Када се одреди стандардно одступање квалитета сваке кришке, добијена стандардна девијација је много мања од оне у нехомогенизованој залихи.